# 纳瓦尔加尔
纳瓦尔加尔（Nawalgarh），是印度拉贾斯坦邦金基农县的一个城镇。总人口56482（2001年）。

## 人口
该地2001年总人口56482人，其中男性29183人，女性27299人；0—6岁人口9679人，其中男5182人，女4497人；识字率57.45%，其中男性为68.36%，女性为45.78%。